# Васил Попов (офицер)
Вижте пояснителната страница за други значения на Васил Попов.
Васил Христов Попов е български офицер.

## Биография
Роден е на 23 май 1888 г. в София като най-голямото от осемте деца на Христо и Мария Попови.
Служи в   кавалерията.   През 1907 завършва 27 випуск на Военното училище. В Първата балканска война разузнава османските войски начело на конен разезд от Хасковския отряд. Във Втората балканска война ротмистър Попов командва ескадрон от  Кавалерийската дивизия, който се сражава срещу сръбската армия. В хода на Първата световна война през 1915 г. служи в дивизионната конница на Втора пехотна тракийска дивизия. Повереният му ескадрон преследва съглашенските войски по посока Дойран и под прикритието на мъглата навлиза в града. През 1917 г. изпълнява окупационни задачи в Прищина и има принос за успешните преговори с тамошните албански предводители. За заслуги през втория период от войната е награден с орден „За храброст“, IV ст., 2 кл. След Първата световна война служи в Русе, Брезник, Сливен и Разград. След Деветнадесетомайския преврат, през 1935 г. полковник Попов е уволнен от действителна военна служба, заедно със значителна група висши и старши офицери. Той преминава в запаса, защото проявява несъгласие армията активно да се меси в политическия живот на България. В Първата фаза от участието на България във войната срещу Третия райх през 1944 г. Васил Попов е назначен за началник на Дисциплинарния отдел към щаба на Първа българска армия. В това свое качество той се застъпва с успех срещу екзекутиране на войниците от Двадесет и четвърти пехотен черноморски полк, отстъпили самоволно от фронта. Поради закриването на Дисциплинарния отдел, в последните месеци от войната на България срещу нацистка Германия полковник Попов става началник на Военнопленническата служба на Първа българска армия и докато изпълнява тази длъжност изисква стриктното спазване на Женевските конвенции. След края на Втората световна война той е произведен в чин генерал-майор и е изпратен в  запаса.
Ген. Васил Попов умира на 2 май 1970 г. в София. 
Личният архивен фонд № 2129К  на кавалериста Димитър Христов Попов се съхранява в Централния държавен архив.

## Военни звания
- Подпоручик (15 август 1907)
- Поручик (4 септември 1910)
- Ротмистър (1 ноември 1913)
- Майор (1923)
- Подполковник (1923)
- Полковник (26 март 1928)
- Генерал-майор (1945)

## Награди
- Орден „За храброст“ ІV степен – 2-ри клас
- Орден „Св. Александър“ ІV степен с мечове по средата
- Орден „За военна заслуга“ V, ІV и ІІІ степен
- Знак за 10 годишна отлична служба
- Знак за 20 годишна отлична служба
- Германски орден „Железен кръст“  II клас
- Орден „Югославска корона“ II степен

## Семейство
Баща му Христо Филипов Попов е роден през 1848 г. в Карлово и умира през 1930 г. в София.  Работи като учител, участва в Априлското въстание и публикува очерк за въстанието в Клисура. 
Майка му Мария Хадживълкова произхожда от прочутия род Гешови от Карлово. 
Негови братя са архитект Храбър Попов, дългогодишният ръководител на Кожната клиника в Университетска болница „Александровска“ проф. Любен Попов,  икономистът Григор Попов, както и загиналият през Първата световна война командир на картечен взвод поручик Венец Христов Попов . Сестра им Невяна завършва литература в Софийския университет.
Синът му Венец Василев Попов участва във Втората световна война като офицер свързочник и издава сборник с разкази.